# Kolonel Tov Kronsteen
Kolonel Tov Kronsteen (Russisch: Кронстейна) is een personage uit de James Bond-roman From Russia with Love en de Bondfilm From Russia with Love, gespeeld door de Pool Vladek Sheybal. In de film is Kronsteen een schaker uit Tsjecho-Slowakije, die nummer 5 en hoofd Planning is van SPECTRE (in het boek SMERSH).

## Film
We zien Kronsteen voor het eerst tijdens een internationaal schaaktoernooi. Tijdens de wedstrijd krijgt hij het bericht dat hij wordt verwacht door nummer 1 van SPECTRE. Hij wint de partij en meldt zich bij het topoverleg waar ook nummer 3, Rosa Kleb, aanwezig is.
De arrogante Kronsteen is het brein achter het plan om de Britse LEKTOR in handen te krijgen. Als extra voordeel kan SPECTRE af rekenen met Bond en zo wraak nemen op de dood van hun agent Dr. No. Alle kritiek op het plan verwijst Kronsteen naar de prullenmand, want hij heeft alle tegenzetten voorzien, het plan kan nou eenmaal niet mislukken zo verzekert hij.
Maar het plan mislukt toch. Bond weet de hinderlaag te ontlopen en Kronsteen wordt als straf door een trap met een giftige punt in de schoen van Morzeny door SPECTRE vermoord.

## Boek
In het boek was zijn rol bijna precies hetzelfde alleen werkte hij daar voor SMERSH, hij was een Russische kolonel en bedacht het plan om Bond in een hinderlaag te lokken zodat Red Grant hem kan doden om zo wraak te nemen voor de SMERSH agenten Le Chiffre, Adolph Gettler en Mr. Big en zo de Britse SPEKTOR in handen te krijgen. In het boek wordt Kronsteens lot echter niet vermeld: waarschijnlijk blijft hij leven, maar zijn pad kruist nooit meer dat van Bond.